# الاشيراف (الثوماني)

تعديل مصدري - تعديل

الاشيراف محلة تابعة لقرية الثوماني، التابعة لعزلة جبل خضراء بمديرية حبيش إحدى مديريات محافظة إب في الجمهورية اليمنية، بلغ تعداد سكانها 29 حسب تعداد اليمن لعام 2004.